# Neuekrug
Neuekrug is een plaats en voormalige gemeente in de Duitse deelstaat Saksen-Anhalt, en maakt deel uit van de Landkreis Altmarkkreis Salzwedel.
Neuekrug telt 197 inwoners.